# Дёнхофштедт (дворец, Польша)
Дёнхофштедт (нем. Schloss Dönhofstädt, пол. Pałac w Drogoszach) — дворцовый комплекс с парком и многочисленными хозяйственными постройками, расположенный около деревни Дрогоже (до 1945 года Дёнхофштедт) в гмине Барцяны в Кентшинском повете в Варминьско-Мазурском воеводстве, Польша. Построен в 1710—1714 годах в стиле барокко как главная резиденция прусского дворянского рода фон Дёнхофф. Один из трёх крупнейших дворцов Восточной Пруссии, которые иногда называют «королевские дворцы». Это связано с тем, что в них часто останавливались прусские монархи во время поездок из Берлина в Кёнигсберг и обратно.

## История

### Имение до строительства дворца
В XIII веке в землях Пруссии по приглашению польского князя Конрада I Мазовецкого появились немецкие крестоносцы Тевтонского ордена. Постепенно расширяя зону колонизации и испытывая недостаток братьев-рыцарей, магистры стали приглашать в свои владения и светских рыцарей, предоставляя им земли в качестве феода. Так на месте сегодняшней деревни Дрогоже появилось имение, принадлежащее старинной саксонской семьи фон Вольферсдорф. На этих землях с разрешения ордена Конрад фон Вольферсдорф в 1361 году основал поселение Гросвольфсдорф, позднее по-польски именовавшееся Wilkowo Wielkie.
В 1477 года имение перешло в руки семьи фон Рауттер. Ещё через сто лет представитель этого рода Людвиг фон Рауттер (1542—1614) построил первую резиденцию. Строительство продолжалось десять лет, с 1596 по 1606 год. Уже тогда усадебный дом был окружён ландшафтным парком. На лесистой территории общей площадью 76 гектаров находилось охотничье хозяйство с ланями, которых владельцу земли подарил польский король Ян II Казимир Ваза.
В 1690 году особняк полностью сгорел после удара молнии. К 1710 году остатки здания были снесены.
Примерно в это же время поместье перешло в руки прусской дворянской семьи Денгоф. Это произошло после брака графа Богуслава Фридриха фон Денгофа и одной из дочерей семейства фон Рауттер. Имение оказалось её приданым. Богуслав Фридрих решил построить на доставшихся ему от жены землях новый дворцовый комплекс. Помимо прочего граф изменил название поместья на Дёнхофштедт. Правда польское название деревни осталось прежним — Вильково.

### Строительство дворца
В 1710 году началось возведение роскошной дворцовой резиденции. Строительство продолжалось четыре года. Образцом по просьбе владельцев должен был служить дворец, находившийся в главной родовой резиденции семьи Денгоф во Фридрихштайне близ Кёнигсберга (нынешний посёлок Каменка в Калининградской области, от дворца ничего не сохранилась). Та резиденция славилась своей красотой и величием. Предположительно, оба здания были спроектированы архитектором Джоном фон Колласом (1678—1753). При этом оригинальная архитектурная концепция дворца во Фридрихштайне была разработана французским архитектором Жаном де Бодтом (1670—1745).
Новый дворец в стиле барокко получился очень представительным. Это здание стало самой большой семейной резиденцией в Мазурии и одной из крупнейших во всей Восточной Пруссии. Дворец быстро прозвали королевским и он благодаря комфорту, простору и удобному месту расположения действительно стал одним из основных мест остановки коронованных особ во время их путешествий через Пруссию.

### XVIII век
В 1725 году слева от главного входа во дворец была введена часовня, которая в последующие годы несколько раз перестраивалась.
Уже в середине XVIII века владельцы решили перестроить дворцовый комплекс. Работы начались в 1766 году. Проект подготовил архитектор Готхольд Вильгельм Маурах. Главное здание было слегка расширено, а по бокам появились два симметричных крыла. Кроме того, построили несколько хозяйственных построек. Чуть позже, в 1785 году, около существующей лестницы с зеркалами была возведена широкая подъездная дорога (пандус) для карет, которые могли доставлять гостей непосредственно к главному входу. Перед нею появились фонтаны, цветочные клумбы и скульптуры. Здание фасада достигло по длине почти 100 метров.
В это время Дёнхофштедт стал самой большой резиденцией во всей провинции. Внутри разместились богатые коллекции картин, скульптур и других произведений искусства, собранных за долгие годы представителями семьи Денгоф. Многие стали называть дворец восточно-прусским Версалем.

### XIX век

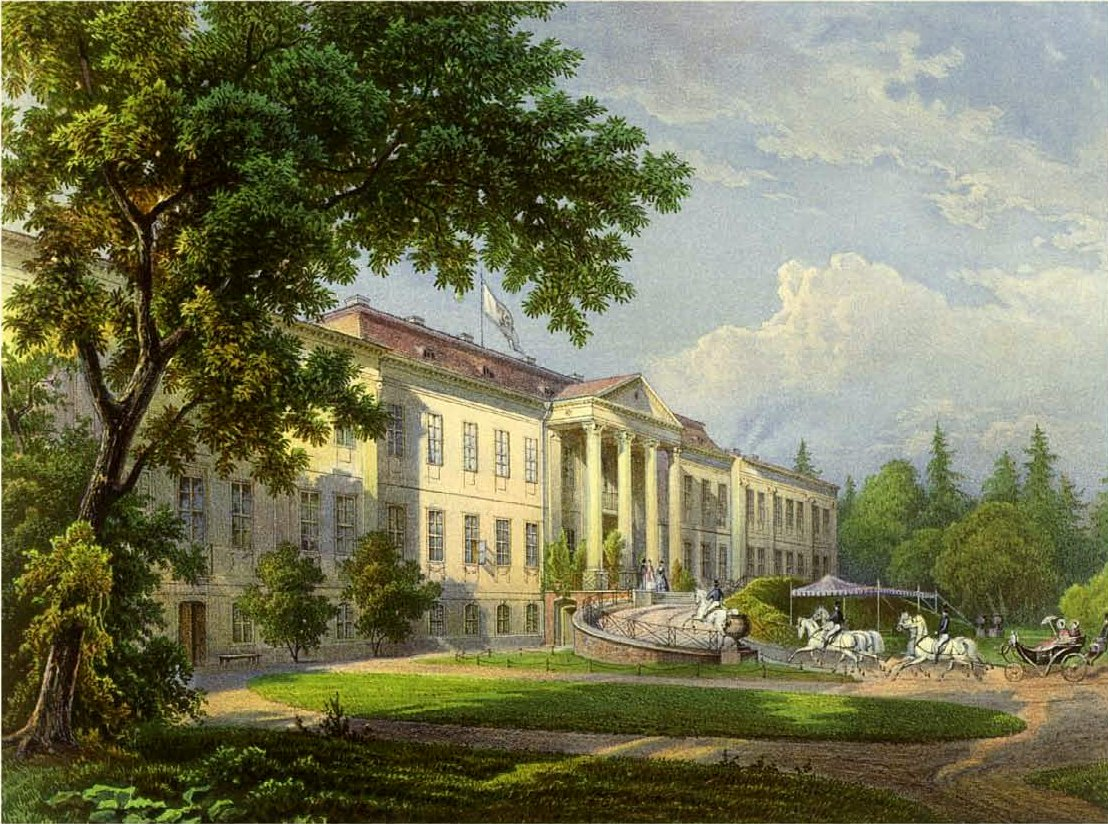
Дворец на картине Дункера (третья четверть XIX века)

После завершения Наполеоновских войн и воцарившегося в Европе мира собственники вновь озадачились вопросами реконструкции дворца. На этот раз главные работы планировались по части интерьеров.
Однако в 1816 году в семействе фон Дёнхофф случилась драма. На дуэли со студентом Фридрихом фон Зальдерном погиб, не оставив наследника, последний представитель рода по мужской линии — 20-летний Станислав Оттон фон Дёнхофф (1795—1816). После его смерти управление имением взяла в свои руки сестра Ангелика фон Дёнхофф, вышедшая позднее замуж за графа Георга цу Дона. Её власть во дворце продолжалась в течение примерно полувека. Она решила не отказываться от готовых планов и деятельно занялась реконструкцией дворца Дёнхофштедт.
Основательная переделка производилась в 1820-е и 1830-е годы. Но одновременно реконструкция коснулась и внешнего облика. Дворец приобрёл более строгий фасад, соответствующий вошедшему в моду классицизму. При этом часовня в 1830 году была перестроена в неоготическим стиле. 
В левом крыле появились оранжерея и зимний сад. В правом крыле создали апартаменты для гостей и просторное помещение для театра. Кроме того, за прошедшие десятилетия значительно увеличилось собрание произведений искусства. В том числе владельцы купили коллекции Фламандских гобеленов и китайских ваз. Кроме того, во дворце находилась большая коллекция экзотических бабочек и обширная библиотека.
В то же время были добавлены многочисленные хозяйственные постройки. Графиня уделяла значительное внимание доходам от разумного использования сельскохозяйственных угодий и весьма преуспела в этом.
Важные перемены коснулись о ландшафтного парка, окружающего дворец. Его значительно расширили, и он достиг реки Губер. В парке появилось много элементов садовой архитектуры: изящные мостики, беседки и павильоны. Усилиями садовников растительность обогатилась многими видами экзотических кустарников и деревьев. Были выкопаны многочисленные пруды. Площадь самого большого из них (с двумя небольшими искусственными островками) превышала 47 гектаров.
После смерти Анжелики цу Дона дворец и земли имения перешли в собственность её племянницы, графини Марианны фон Штольберг-Вернигроде. Представители семьи фон Штольберг-Вернигероде умело занимались развитием доставшихся им сельскохозяйственных угодий, общая площадь которых достигала 5866 гектаров. Однако в самом дворце, кроме добавления конце XIX века семейного мавзолея к часовне, они никаких существенных изменений не сделали.

### XX век
Дворец Дёнхофштедт и огромные окружающие его территории оставались в руках семьи Штольберг-Вернигероде до конца Второй мировой войны. Последним собственником стал граф Альбрехт цу Штольберг-Вернигероде (1886—1948).
Во время боевых действий между вермахтом и частями РККА на территории Восточной Пруссии большинство коллекций и произведений искусства, а также мебель и предметы, представляющих хоть какую-либо ценность, были безжалостно разграблены. Немногие чудом сохранившиеся артефакты, в частности несколько портретов или мебель, попали в Варминьско-Мазурский музей в Ольштыне. Часть ценной семейной библиотеки семьи фон Дёнхофф перевезли в Торуньский университет.
В 1945 году во дворце разместились службы НКВД. Из-за отсутствия должного ухода дворец начал приходить в упадок, но ещё долгое время продолжал служить для размещения различных учреждений.
С 1954 по 1991 год во дворце находился сельскохозяйственный учебный центр. При этом предпринимались даже попытки восстановительных работ. Но средств и ресурсов хватало только на консервацию здания и предотвращение дальнейшего разрушения. Самые значительные работы проводились в 1975 году. Но часть бывших хозяйственных построек, где, например, разместили завод по производству комбикормов, превратилась в руины.
После окончания правления коммунистов началась программа приватизации. Дворец был выставлен на продажу ещё в 1991 году. С 1993 года Дёнхофштедт находится в частной собственности. Планировалось создать во дворце отель. Однако эти намерения так и не были реализованы. А за последующие годы были проведены только незначительные ремонтные работы внутри здания. При этом фасады ветшали, окружающий сад превратился в заросли, а пруды стали напоминать болота.

## Символизм архитектуры
Согласно модным течениям романтизма во время реконструкции в конце XVIII века дворец был перестроен с учётом магии цифр и чисел. Число окон во дворце достигло 365, а комнат — 52 (по числу дней и недель в году). Кроме того, 12 дымоходов символизировали месяцы, а 7 балконов дворца — дни недели. По аналогичному принципу проектировались немецкие замки Штернберг, Мероде и Аренфельс.

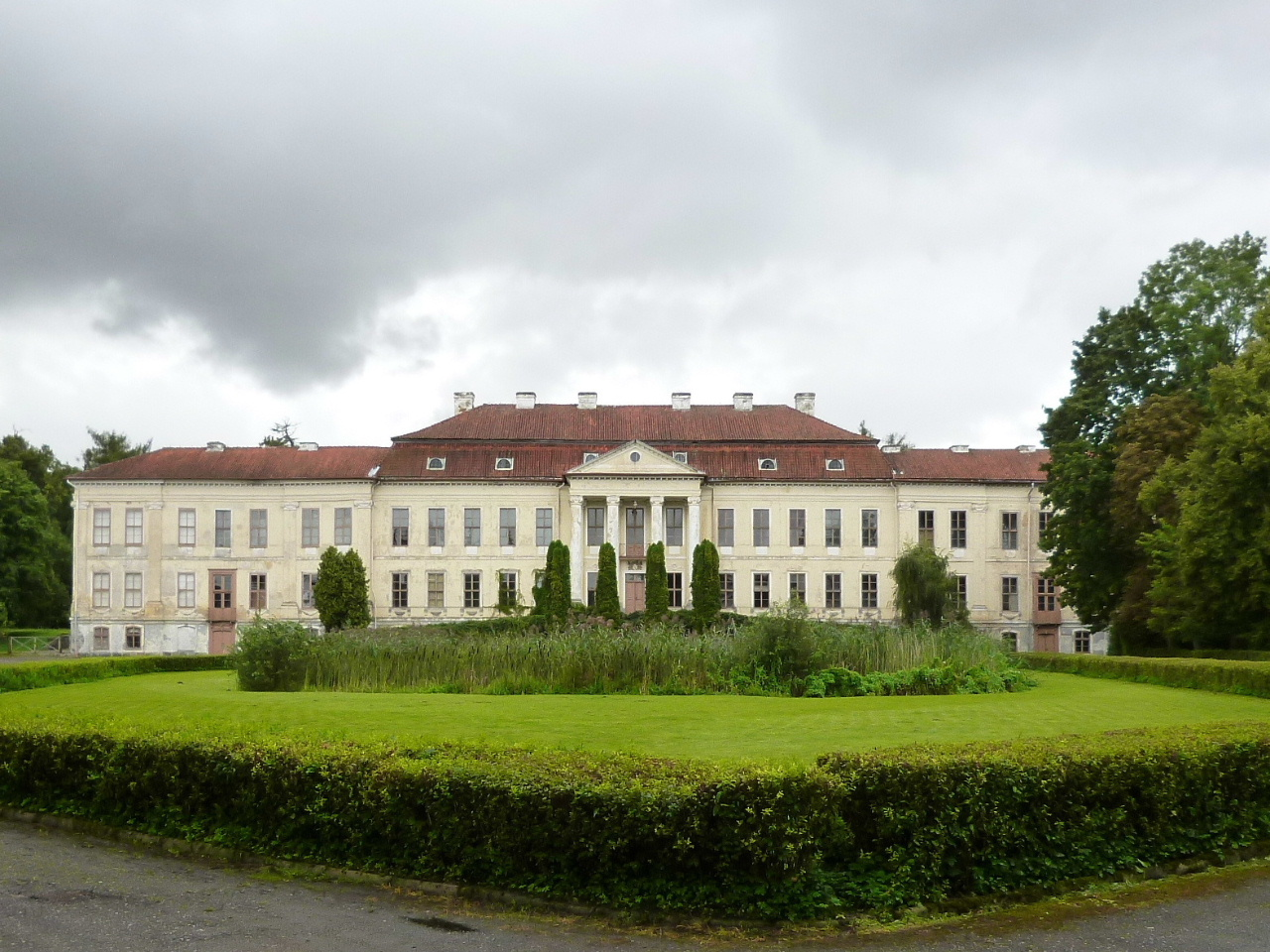
Фасад дворца Дёнхофштедт
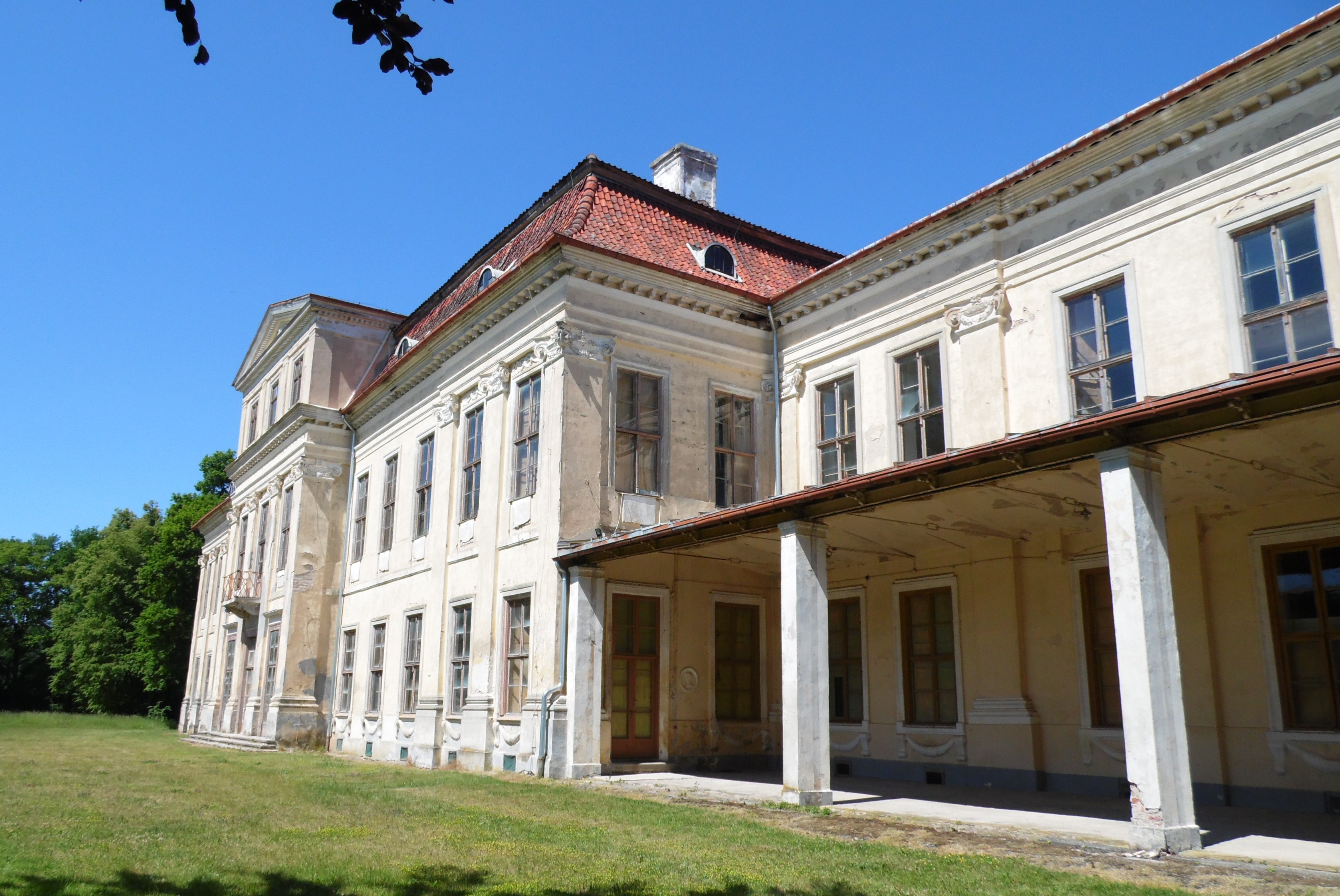
Фасад бокового крыла дворца
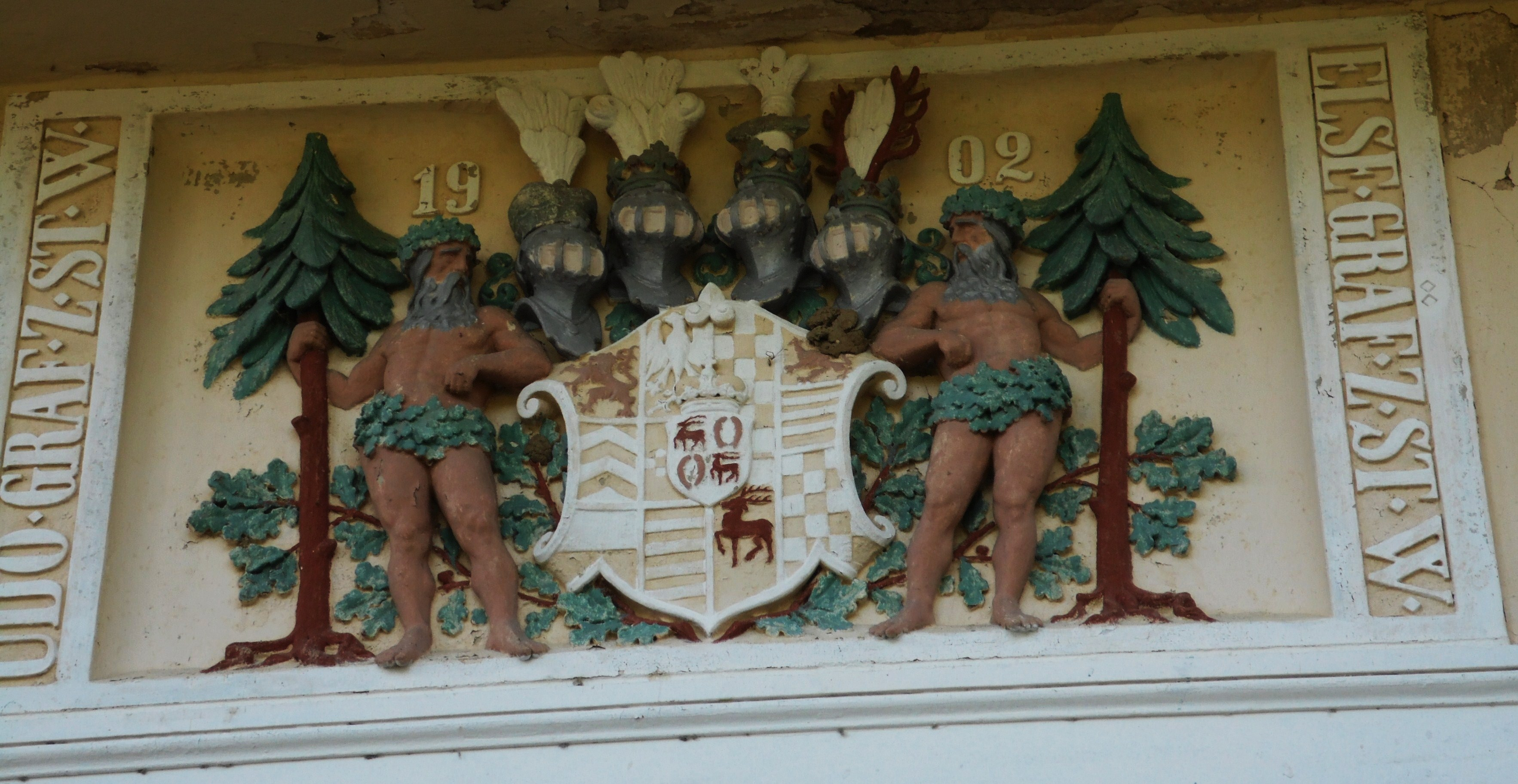
Родовой герб семьи Штольберг-Вернигероде
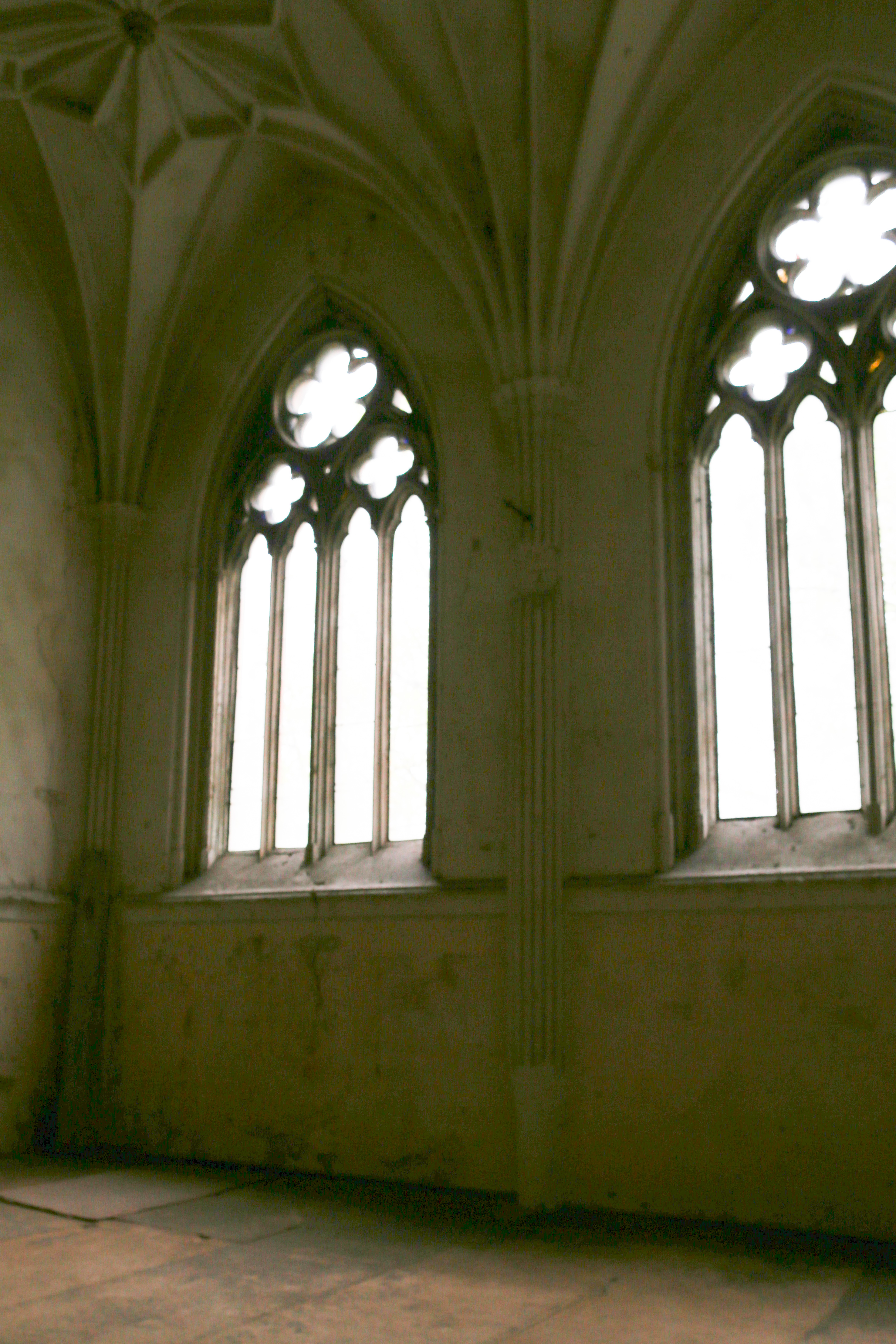
Готические окна дворцовой капеллы
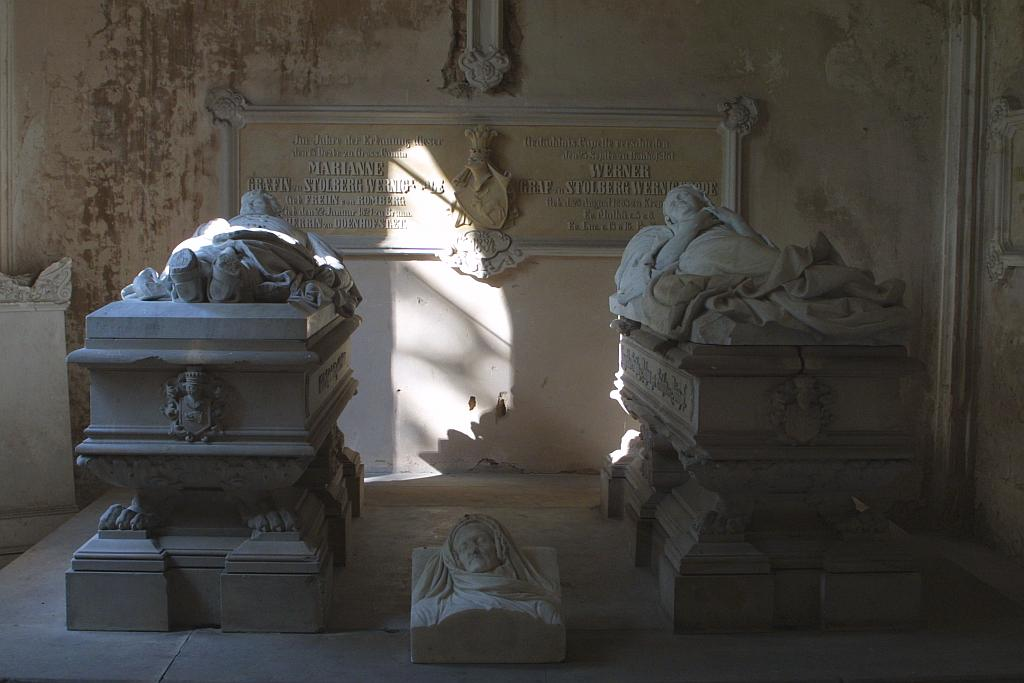
Саркофаги в семейном мавзолее